# Liste der Monuments historiques in Boissets
Die Liste der Monuments historiques in Boissets führt die Monuments historiques in der französischen Gemeinde Boissets auf.

## Liste der Bauwerke
| Bezeichnung       | Beschreibung | Standort | Kennzeichnung | Schutzstatus | Datum | Bild           |
| ----------------- | ------------ | -------- | ------------- | ------------ | ----- | -------------- |
| Kirche St-Hilaire |              | (Lage)   | PA00087374    | Inscrit      | 1950  | weitere Bilder |

## Liste der Objekte
- Monuments historiques (Objekte) in Boissets in der Base Palissy des französischen Kultusministeriums